# Vireó alagroc
El vireó alagroc (Vireo carmioli) és un ocell de la família dels vireònids (Vireonidae).

## Hàbitat i distribució
Habita la selva pluvial i boscos a les muntanyes de Costa Rica i oest de Panamà.